# Stella by Starlight
Stella by Starlight est un standard de jazz composé sur une musique de Victor Young, et dont les paroles ont été écrites ultérieurement par Ned Washington.
Elle compte parmi les standards les plus connus, et on lui connaît de nombreuses et célèbres interprétations. Elle est aussi et surtout très souvent jouée en jam session, la plupart du temps en version instrumentale.

## Historique
Cette chanson a tout d'abord été composée pour le film La Falaise mystérieuse (1944), et le premier enregistrement a été réalisé par Victor Young and his Orchestra.
Quand Victor Young a proposé à Ned Washington d'écrire des paroles sur le morceau qui possédait déjà son titre, le parolier a eu des difficultés à intégrer ce titre dans les paroles. C'est la raison pour laquelle la phrase « Stella by starlight » apparait à peu près aux trois-quarts de la chanson, contrairement à la plupart des autres standards où le titre apparaît au début ou à la fin.
En mai 1947, Harry James et son orchestre enregistrent le morceau, qui se hisse à la 21e place des ventes. Deux mois plus tard, la version de Frank Sinatra (avec l'orchestre d'Axel Stordahl) atteint la même place.

## Analyse
Le morceau a une forme A1-B-C-A2 assez inhabituelle. La grille harmonique, riche et complexe, comporte plusieurs fausses résolutions.

## Versions notables
De très nombreux musiciens ont interprété ce morceau :
Versions instrumentales
- 1952 : Charlie Parker avec l'orchestre de Joe Lippman
- 1957 : Jim Hall Trio (Jazz Guitar)
- 1961 : Ben Webster (The Warm Moods)
- 1963 : Errol Parker (Errol Parker)
- 1963, 1966 : Martial Solal (At Newport 63, 1963 ; Zoller Koller Solal, avec Attila Zoller, 1966)
- 1963, 1966 : Bill Evans (Conversations with Myself, 1963 ; A Simple Matter of Conviction, 1966)
- 1965 : Miles Davis (My Funny Valentine - Miles Davis In Concert)
- 1974 : Joe Pass (Virtuoso)
- 1975 : Oscar Peterson/Joe Pass (Oscar Peterson et Joe Pass à la Salle Pleyel)
- 1980 : Sam Jones (Something New)
- 1985 : Joe Henderson (The State of the Tenor, Vols. 1 & 2 (en))
- 1986, 2009 : Keith Jarrett (Standards Live (en), 1986 ; Yesterdays, 2009)
- 1992 : Biréli Lagrène (Standards)
- 1994 : Michel Petrucciani et Niels-Henning Ørsted Pedersen (Michel Petrucciani & Niels-Henning Orsted Pedersen)
- 2001 : Jean-Michel Pilc (Welcome Home)
- 2010 : Bill Charlap avec Peter Bernstein et Peter Washington (I'm Old Fashioned)

Versions vocales
- 1957 : Anita O'Day (Anita Sings The Most)
- 1961 : Ella Fitzgerald (Clap Hands, Here Comes Charlie!)